# بندیکت اشمید
بندیکت اشمید (انگلیسی: Benedikt Schmid؛ زادهٔ ۱۹ نوامبر ۱۹۹۰) بازیکن فوتبال اهل آلمان است.
از باشگاه‌هایی که در آن بازی کرده‌است می‌توان به باشگاه فوتبال یان رگنسبورگ اشاره کرد.